# Sagonne
Sagonne é uma comuna francesa na região administrativa do Centro, no departamento Cher. Estende-se por uma área de 18,27 km². Em 2010 a comuna tinha 199 habitantes (densidade: 10,9 hab./km²).

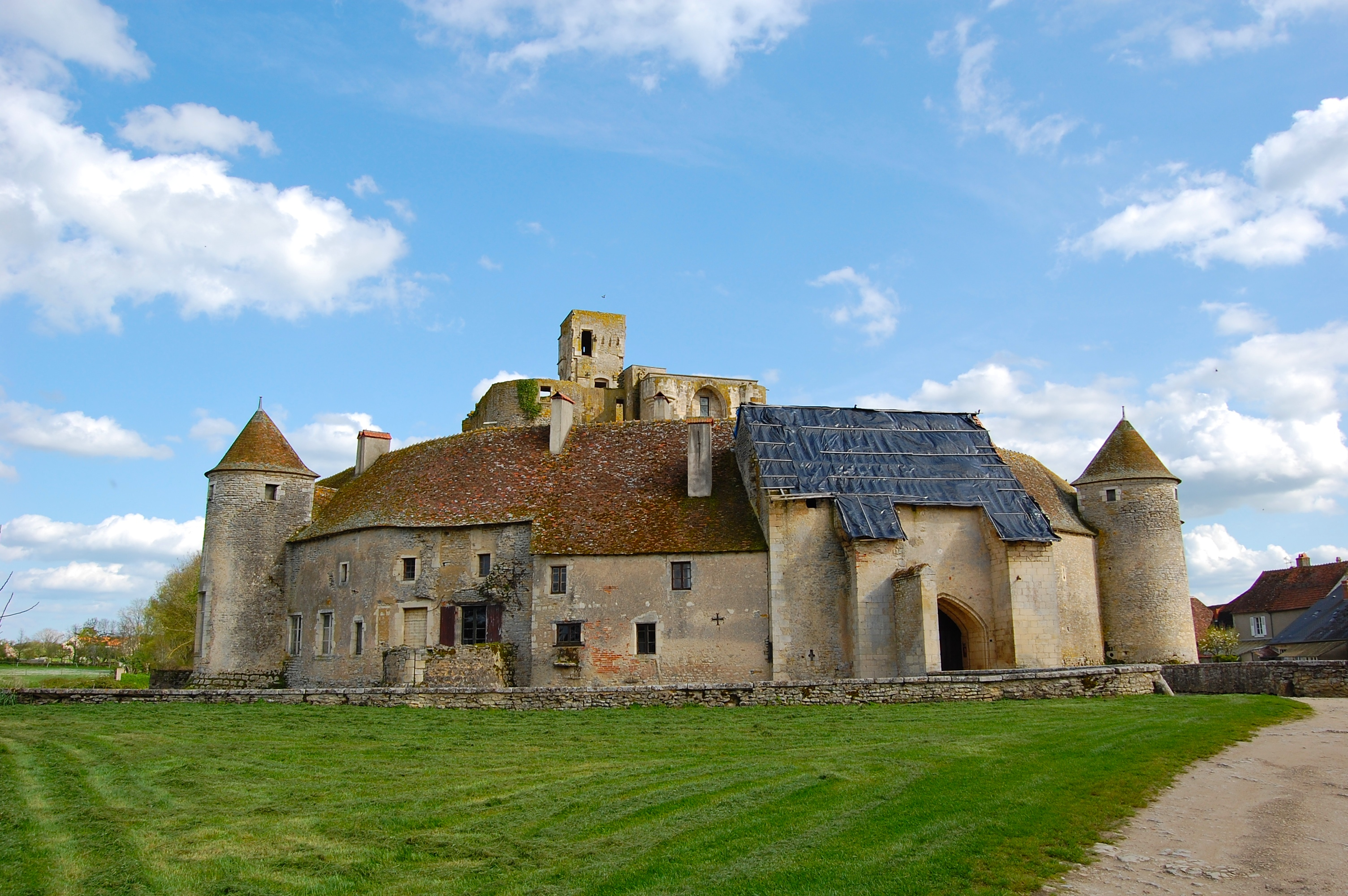
O castelo de Sagonne.